# تورئون (کواویلا)
تورئون (به اسپانیایی: Torreon)، یکی از شهرهای مهم ایالت کواویلا در کشور مکزیک است. جمعیت این شهر ۶۰۸٬۸۳۶ نفر است.
واقع در شمال کشور با توسعه اقتصادی بالا، بر اساس صنعت کشاورزی، نساجی، متالورژی، مواد شیمیایی، تجارت و خدمات، این شهر یکی از جوان‌ترین شهرهای مکزیک است، تأسیس شده در سال ۱۹۰۷ در سال ۲۰۰۷ میلادی جشن صد سالگی خود را برگزار کرد.

## آب و هوا
- میانگین بالاترین دما در سال ۳۰ سلسیوس (بالاترین دما ماه ژوئن ۳۶ سلسیوس)
- میانگین پایین‌ترین دما در سال ۱۵ سلسیوس (پایین‌ترین دما ماه ژانویه ۶ سلسیوس)
- بارش در سال ۲۳۲ میلی‌متر (بالاترین بارش ماه اوت ۳۹ میلی‌متر / پایین‌ترین بارش ماه مارس ۱٫۵ میلی‌متر)

## پیشینه
نخستین سفرها به دست اسپانیاییها در سالهای ۱۵۶۶ تا ۱۵۷۷ میلادی (۹۴۴ تا ۹۵۵ خورشیدی) در این منطقه انجام شد که دهکده‌ای در این منطقه به وجود آورد که تا سال ۱۸۹۲ میلادی (۱۲۷۰ خورشیدی) تنها ۲۰۰ نفر در آن زندگی می‌کردند.
گسترش شهر در رابطه با ایجاد راه‌آهن برای پیوستن شهرهایی مکزیک به مرز آمریکا است. از آن پس و در سال ۱۹۱۰ میلادی این شهر بیشتر از ۳۴٬۰۰۰ شهروند داشت و در سال ۱۹۰۷ به عنوان شهر شناخته شد.
در طول انقلاب مکزیک این شهر شاهد چندین نبرد میان ارتش دیویسون دل نورته و ارتش فدرال مکزیک بود.

## نام
نام این شهر به خاطر مزرعهٔ «ال کارریسال» (El Carrizal)، متعلق به لئوناردو سولواگا (Leonardo Zuloaga)، که به‌طور کامل گرداگرد آن دیوار کشیده شده بود و در یک گوشه برج بزرگی ساخته شده بود که در آن زمان برای هشدار دادن به تهاجم از طرف سرخپوستان، که در طرف دیگر رودخانه ناساس زندگی می‌کردند گرفته شده‌است.
نام این شهر را در برگردان به فارسی می‌شود «برج بزرگ» گفت

## امروزه
این منطقه در گذشته همچنان که امروزه یک مرکز برای دام داری به حساب می‌آمد. با آبیاری مناسب این شهر یک مرکز مهم برای پشتیبانی از کشاورزی و پردازش پنبه شد. شهر دارای صنایع نساجی، پوشاک و پردازش فلزها است.
همچنین این منطقه بسیار غنی از کربنات کلسیم طبیعی است که جهت تولید محصولات مانند کاربید کلسیم و آهک به کار گرفته می‌شود.
در این شهر در سال ۱۹۶۸ میلادی یکی از سوپر مارکت‌ها و فروشگاه‌های بزرگ زنجیره‌ای، مکزیکی به نام «سوریانا» (Soriana) به دست برادران «فرانسیسکو» و «آرماندو مارتین»، «بورکه» (Francisco & Armando Martín Borque) تأسیس شده‌است.

## شهرهای خواهرخوانده
شهر تورئون ۵ شهر خواهرخوانده دارد.
- سالتییو، مکزیک
- کولیکان، مکزیک
- کرو، ونزوئلا
- فرزنو، آمریکا
- لاریدو، آمریکا

## نگارخانه

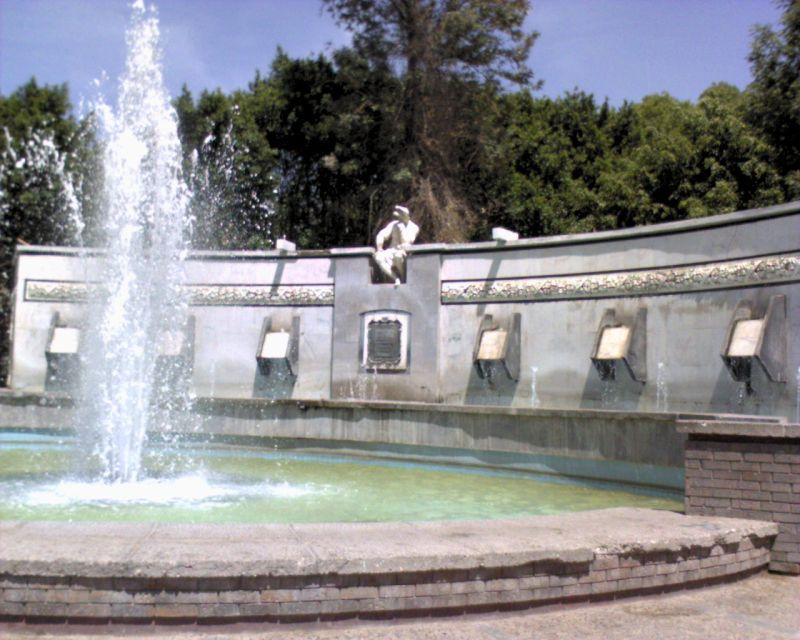
چشمهٔ اندیشمندان
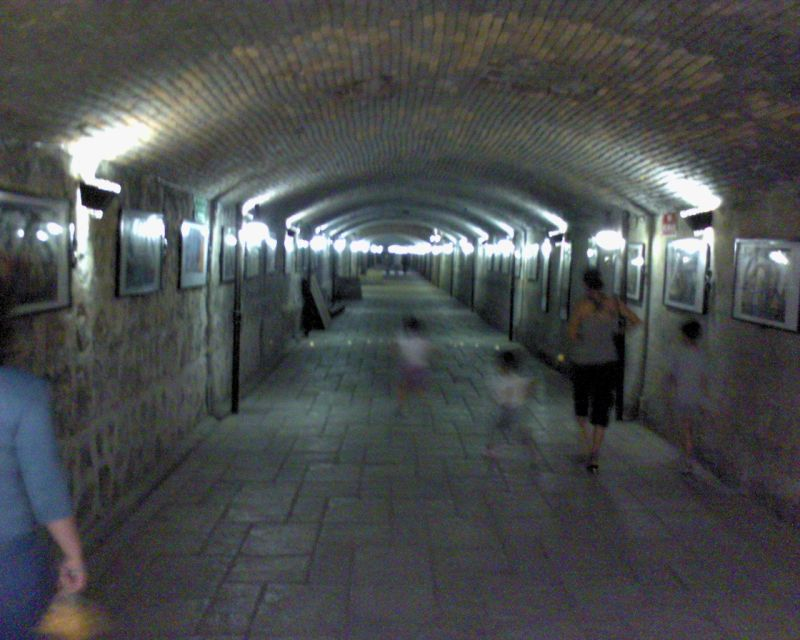
کانال مروارید
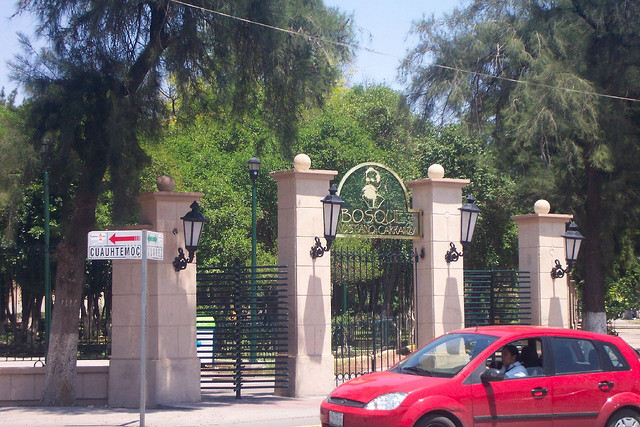
پارک ونوستیانو کارآنسا
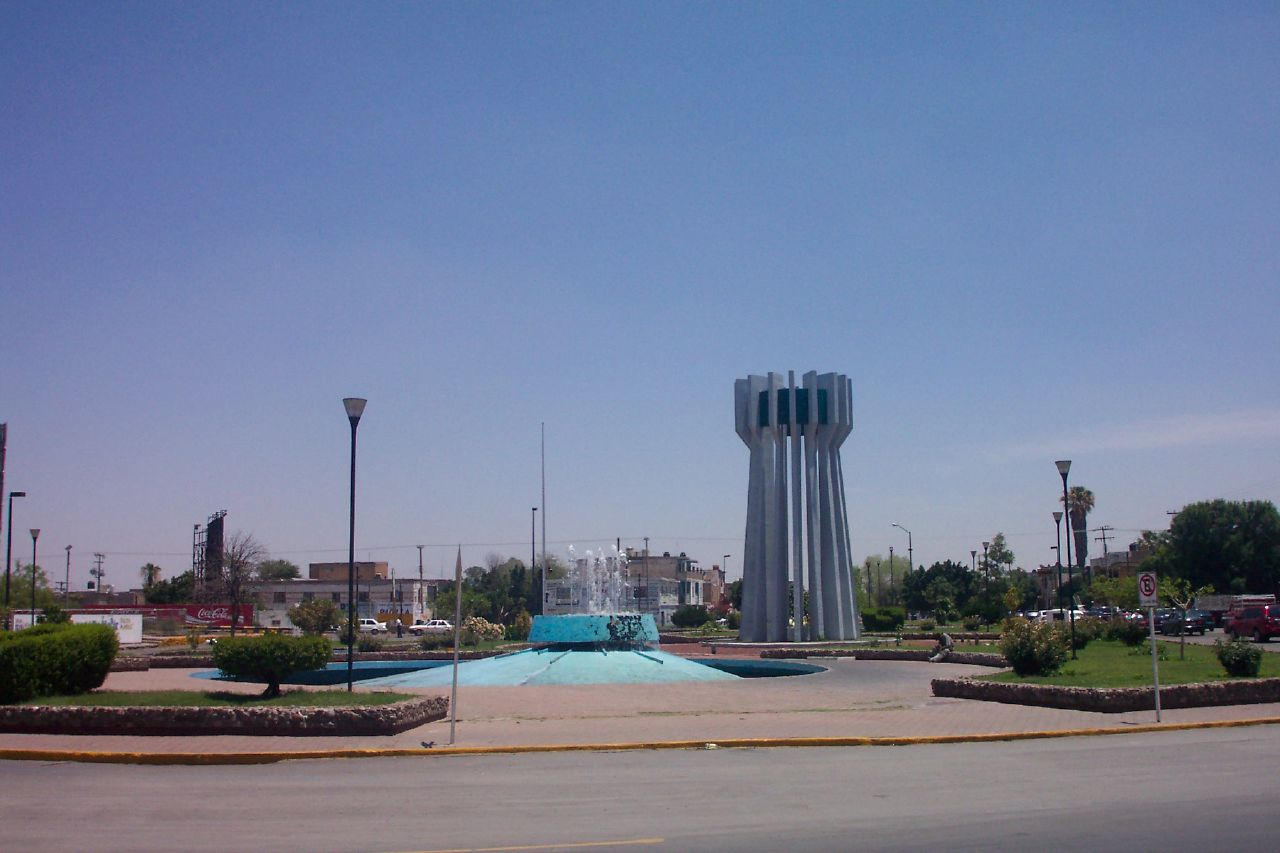
نمای تورئون (برج)
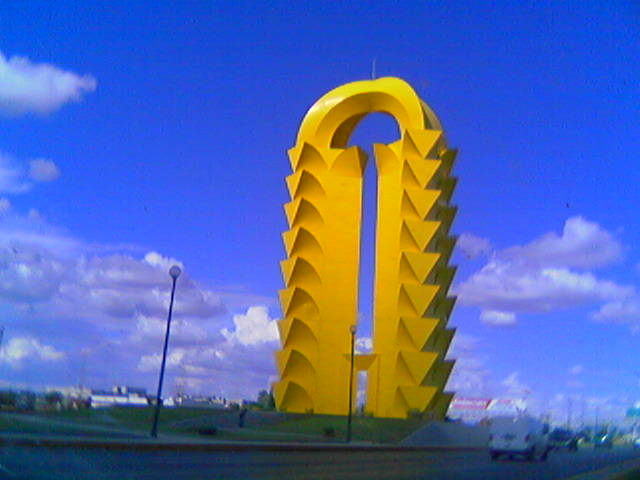
دروازهٔ تورئون
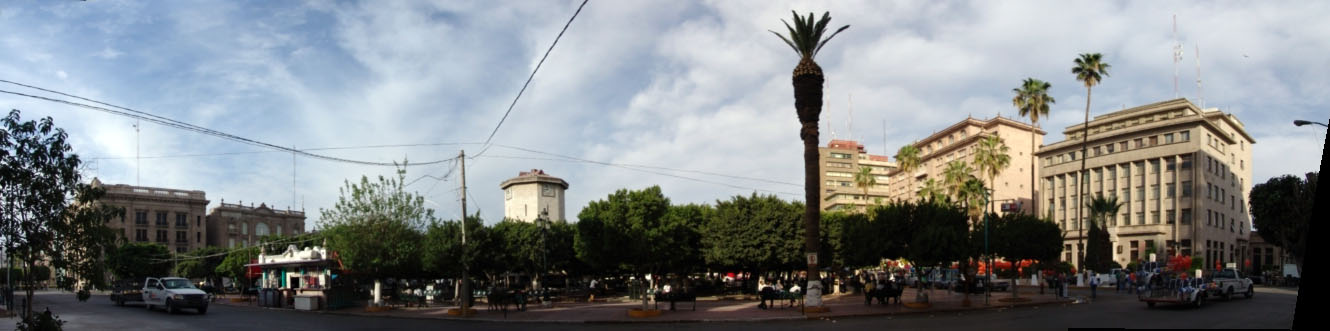
مرکز شهر
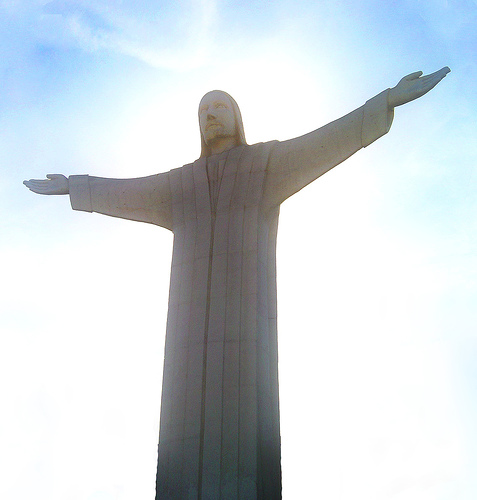
مجسمه مسیح شهر تورئون